# Górnik-Łęczna-Stadion
Das Górnik-Łęczna-Stadion (polnisch Stadion Górnika Łęczna) ist ein Fußballstadion in der ostpolnischen Stadt Łęczna, Woiwodschaft Lublin. Der 2014 in die Ekstraklasa, der höchsten polnischen Fußballliga, aufgestiegene Verein Górnik Łęczna empfing hier bis 2016 seine Gegner zu den Partien. Zur Saison 2016/17 wechselte der Verein aus finanziellen Gründen in die größere und modernere Arena Lublin. Sie wurde im September 2014 eingeweiht und hat 15.500 Plätze.
Die Spielstätte bietet auf ihren drei Rängen 7464 Plätze, davon 380 Plätze für die Gästefans. Die Haupt- wie die Gegentribüne (Rang A und C) sind überdacht. Die Zuschauer auf der nördlichen Hintertortribüne (Rang B) sitzen unter freiem Himmel. Am offenen Südende grenzt eine Sporthalle an das Stadion. Die Bestuhlung der Spielstätte besteht aus gelben und grünen Kunststoffsitzen. Die Gästefans finden ihre Plätze am südlichen Ende der Tribüne C. Die Mitte von Rang A ist mit dem V.I.P.-Bereich und der Pressetribüne belegt. Ein Bereich für die rollstuhlfahrenden Besucher wurde in der nordöstlichen Ecke des Stadions angelegt. Neben der Sporthalle liegen Parkplätze für die Gästefans. Für die heimischen Anhänger wurden Parkflächen hinter den Tribünen A und B geschaffen. Hinter der Sporthalle befinden sich das Vereinsgebäude und Clubparkplätze.
Am 24. September 2003 wurde erstmals die neue Flutlichtanlage mit einer Beleuchtungsstärke von 1410 Lux bei einem Freundschaftsspiel gegen Lewart Lubartów genutzt. Seit 2005 ist das Spielfeld aus Naturrasen mit einer Rasenheizung unterlegt. Hinter der Tribüne im Westen liegt ein Trainingsplatz mit Kunstrasen. Auf der Rückseite von Rang C liegen drei Tennisplätze.